# 플로센부르크 강제 수용소

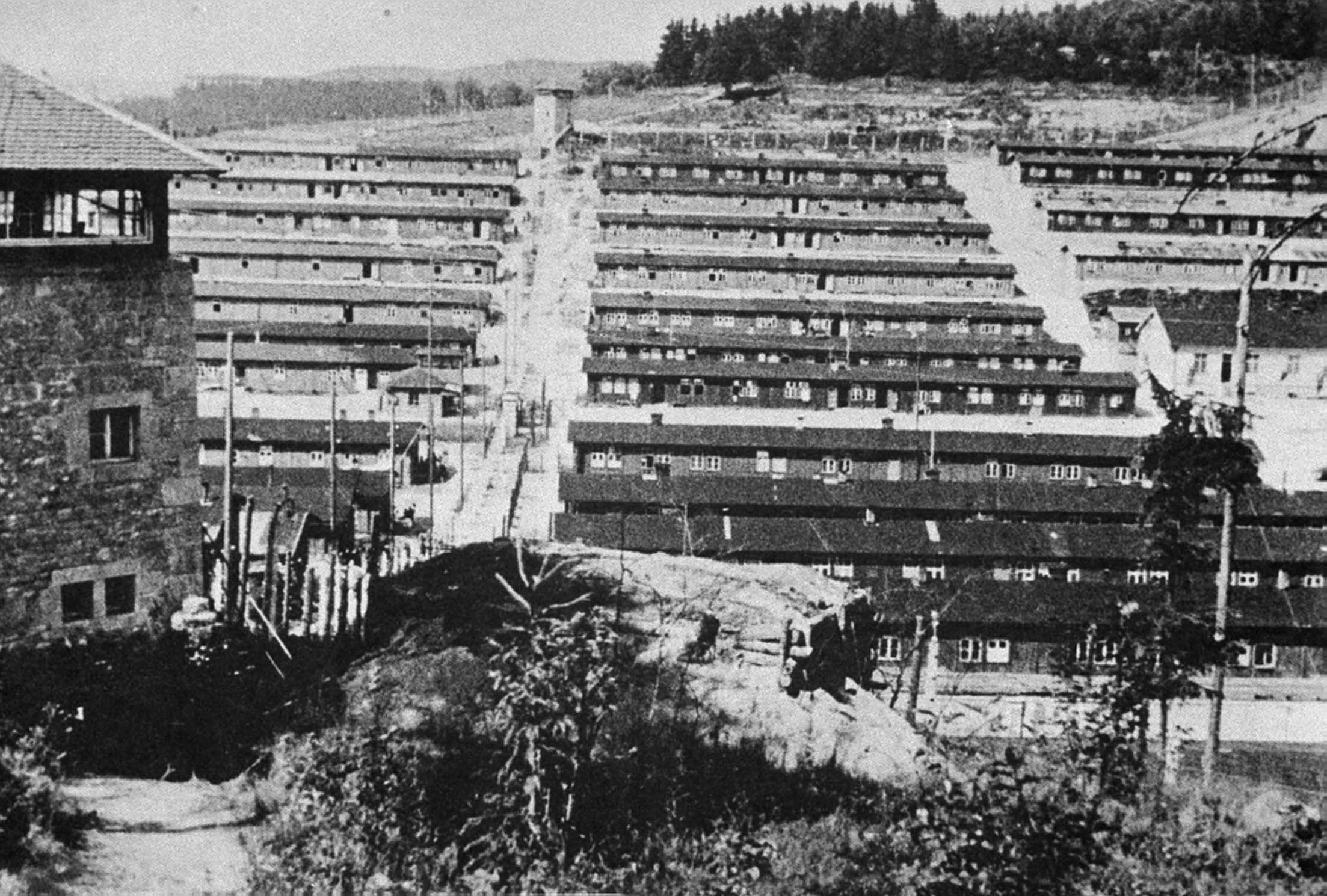
해방 후의 플로센부르크 강제 수용소

플로센부르크 강제 수용소는 1938년 5월 SS 주요 경제 및 행정 사무소 에 의해 지어진 나치 강제 수용소였다. 다른 강제 수용소와는 달리 플로센부르크 마을에 인접하고 체코슬로바키아 와 독일 국경 근처에 있는 바이에른의 피히텔산맥에 있는 외딴 지역에 위치했다. 수용소의 초기 목적은 나치 건축용 화강암 생산을 위해 수감자들의 강제 노동을 착취하는 것이었다. 1943년에 대부분의 수감자들은 독일의 전쟁 노력을 위해 Messerschmitt Bf 109 전투기와 기타 군비 생산으로 전환했다. 원래는 "범죄" 및 "비사회적" 수감자를 대상으로 했지만, 독일이 소련을 침공한 후 수용소의 수는 독일 외부에서 온 정치범으로 늘어났다. 또한 결국 메인 캠프를 능가하는 광범위한 서브 캠프 시스템을 개발했다.
1945년 4월 미국 육군에 의해 해방되기 전에 89,964명에서 100,000명의 수감자가 플로센부르크와 그 보조 수용소를 통과했다. 약 30,000명이 영양실조, 과로, 처형 또는 죽음의 행진 중에 사망했다. 관리자, 경비원 등을 포함하여 이러한 사망에 책임이 있는 일부 사람들은 플로센부르크 재판에서 재판을 받고 유죄 판결을 받았다. 캠프는 2007년 기념관과 박물관이 개장되기 전에 다른 용도로 변경되었다.

## 같이 보기
- 나치 강제 수용소 목록
- 아우슈비츠 강제 수용소
- 베르겐-벨젠 강제 수용소
- 부헨발트 강제 수용소
- 라벤스브뤼크 강제 수용소
- 트레블링카 강제 수용소